# Dicentra canadensis
Dicentra canadensis là một loài thực vật có hoa trong họ Anh túc. Loài này được (Goldie) Walp. mô tả khoa học đầu tiên năm 1842.

## Hình ảnh

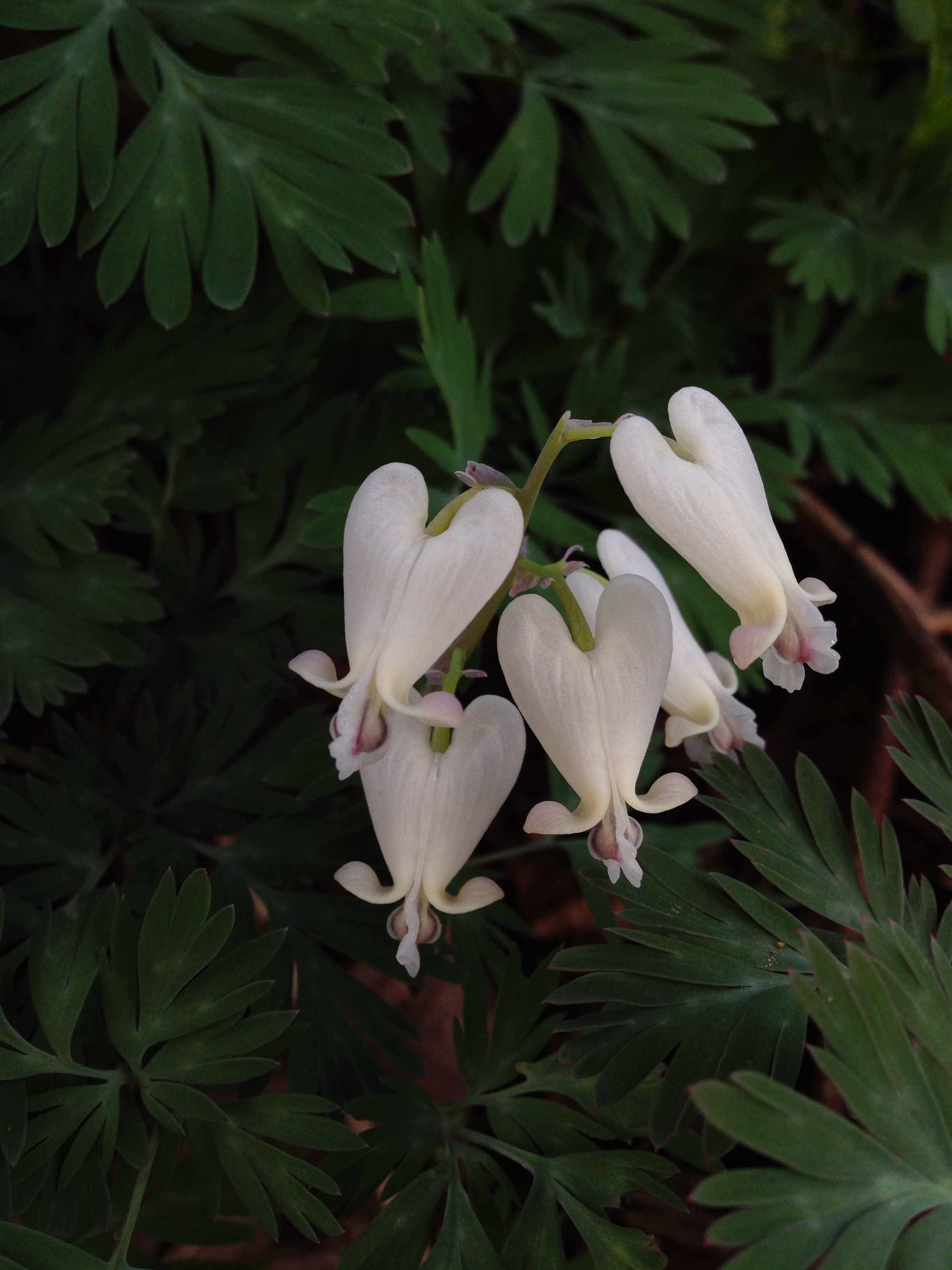
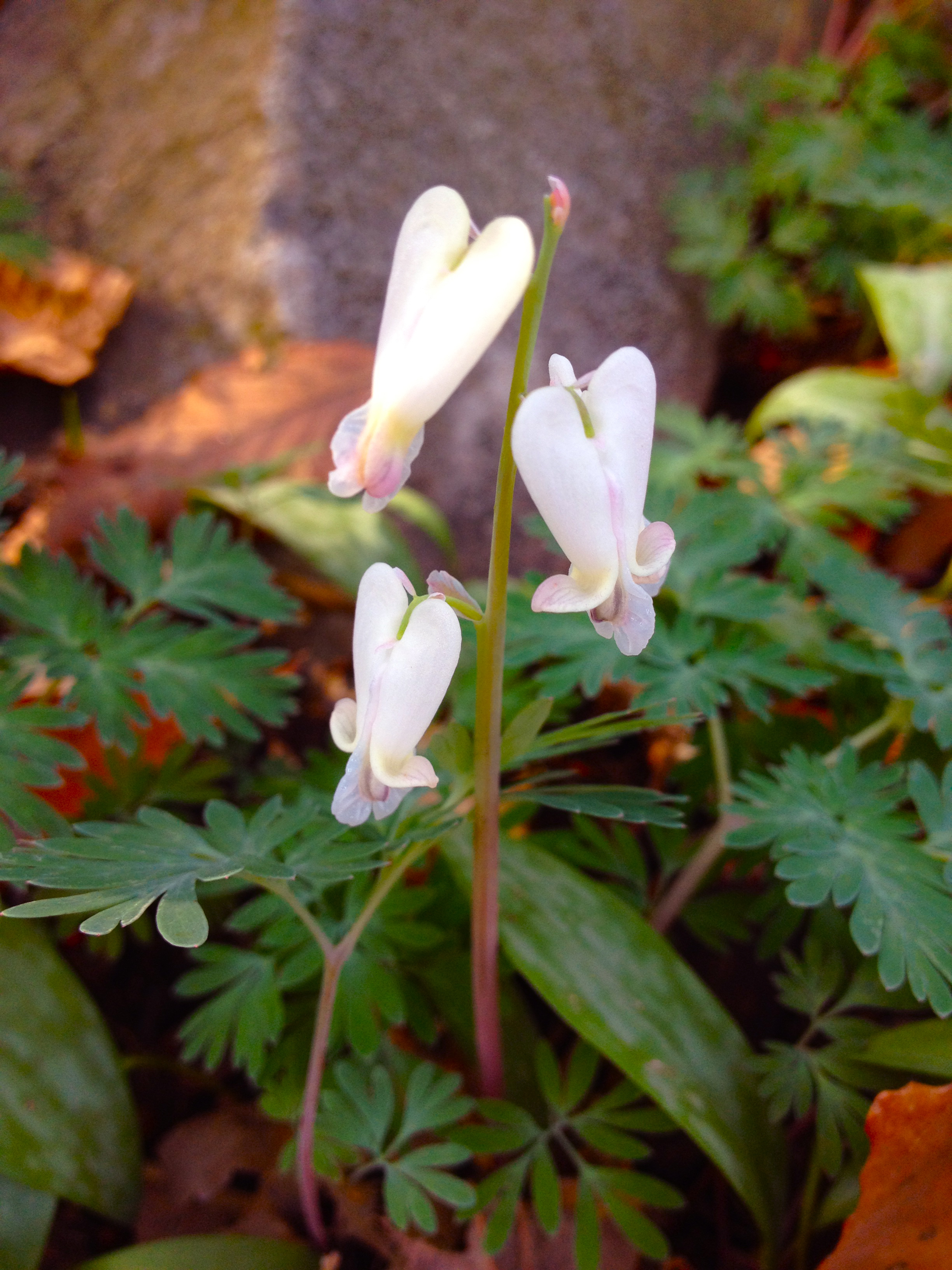
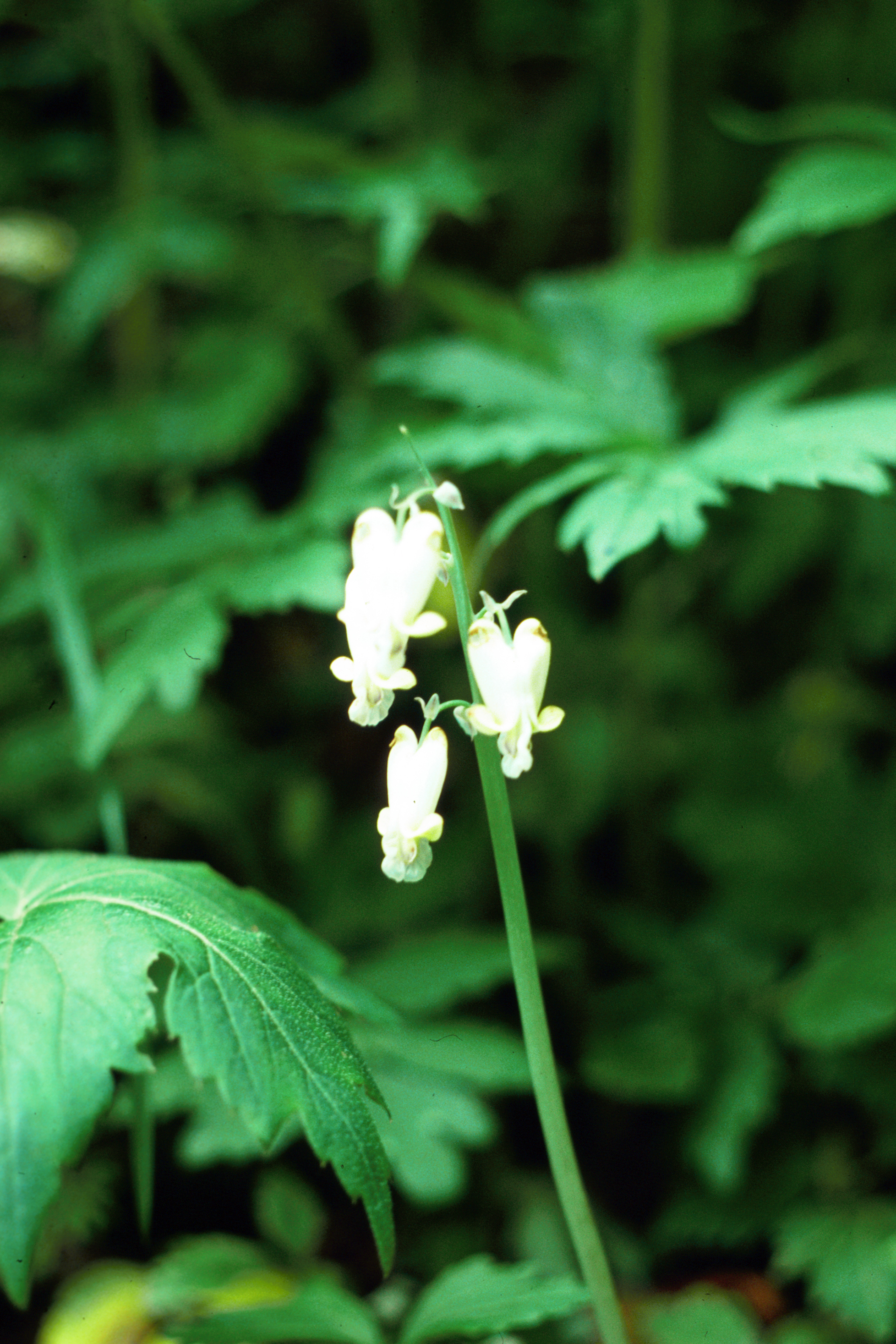
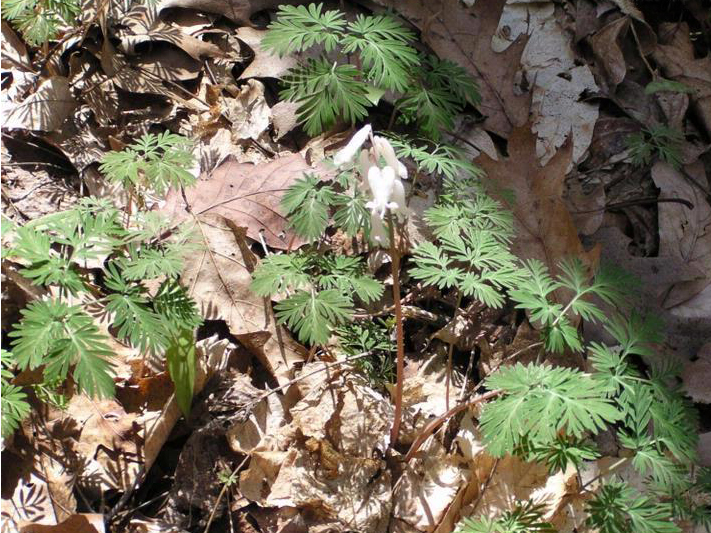